# Ramón Lista
Ramón Lista (Buenos Aires, 13 de septiembre de 1856 - cercanías de Orán, 23 de noviembre de 1897) fue un militar y explorador argentino, segundo gobernador del Territorio Nacional de Santa Cruz. Es acusado de ser responsable de una gran matanza de indios onas (selknam) en la isla de Tierra del Fuego, en 1886.

## Primeras exploraciones
Su abuelo fue el coronel de infantería Ramón Lista.
Estudió en el Colegio Nacional Buenos Aires. Gracias a sus conexiones familiares, ejerció desde muy joven como profesor de Historia y Geografía en el Colegio del Salvador (Buenos Aires). En 1875 viajó a Francia y Alemania. Regresó a Buenos Aires en 1877. Por mediación de su maestro Germán Burmeister, se incorporó a la Sociedad Científica Argentina ―que más tarde afirmaría que había fundado― e hizo algunas exploraciones en la provincia de Entre Ríos.
En 1877 partió en su primera exploración a la Patagonia, que fracasó por un motín militar en Punta Arenas (Chile).
En enero de 1878 desembarcó en Puerto Santa Cruz con el teniente Carlos María Moyano, y juntos exploraron el río Santa Cruz, su afluente el río Chico, y un afluente de este, el río Chalía.
En 1879 se casó en Buenos Aires con la poetisa Agustina Andrade, hija del periodista y político Olegario Víctor Andrade (1839-1882).
En 1880 hizo nuevas exploraciones en la bahía de San Antonio.
En 1882 realizó una exploración por el este de la provincia de Misiones, cuyas conclusiones publicó al año siguiente.
En febrero de 1884, desde la bahía Thetis, Ramón Lista escribió una carta al diario roquista Tribuna Nacional, donde escribe respecto a los indígenas selknam, en Tierra del Fuego:

Y si la grande isla argentina no encerrase el sublime paisaje, casi tropical, de una selva siempre verde y retoñante, bastaría para rehabilitarla ante sus calumniadores de todas las épocas y de todos los pueblos, la suavidad de su clima y de su riqueza herbácea de sus campiñas verdes. Aparte de ello, saquemos al ona de su choza, iniciémoslo en nuestra de vivir en nuestra civilización, despertando en su espíritu los anhelos que distinguen a nuestra raza y en poco tiempo los habremos cambiado y enaltecido, alejándolos de la fuente impura de su origen.
Ramón Lista, febrero de 1884

En 1885 se le encomendó dirigir una expedición desde Bahía Blanca hasta el río Deseado. Salió en enero, cruzó por Carmen de Patagones, bahía San Antonio, Valcheta, Telsen, Puerto Madryn y Trelew. El resto del viaje lo hizo por barco hasta Puerto Deseado, y remontó el río Deseado hasta El Pluma. Sin víveres, en pleno invierno, se vio obligado a regresar, con lo que perdió la oportunidad de descubrir el lago Buenos Aires.

## La masacre de San Sebastián
En 1886 se embarcó con una expedición de exploración y reconocimiento a la isla Grande de Tierra del Fuego, cuya parte oriental acababa de ser puesta bajo soberanía argentina. En su comitiva iban el capitán Federico Spurr, el doctor Segers y el misionero salesiano José Fagnano, fundador y director de la misión de Carmen de Patagones.
El 25 de noviembre de 1886, tras desembarcar en la playa de San Sebastián, y mientras exploraba la zona, divisó a lo lejos una toldería selknam (ona). Sin que los indígenas representaran ninguna amenaza ni ofrecieran ninguna muestra de hostilidad, Ramón Lista ordenó a sus hombres desenfundar las armas y abrir fuego contra ellos. En pocos minutos, murieron masacrados a balazos 26 selknam (hombres, mujeres y niños). Tras la matanza, los hombres de Lista hicieron un recorrido por el lugar y momentos más tarde encontraron, oculto tras unos matorrales, a un joven selknam de unos veinte años, al que mataron de 28 balazos.
El padre Fagnano y Spurr, horrorizados por la matanza, se habrían enfrentado a Lista, y este los habría amenazado con hacerlos fusilar.
Cinco días más tarde (el 30 de noviembre de 1886), se encontraron con otro grupo selknam, pero el padre Fagnano y el doctor Segers se adelantaron a Lista, logrando un encuentro amistoso. Entonces Lista decidió apurar la marcha, dejó atrás al misionero, y en el siguiente encuentro se produjo otra matanza, con otros dos varones indígenas muertos y dos mujeres y siete niños prisioneros. Continuaron su exploración hasta llegar a la costa en Bahía Thetis, en el extremo oriental de la isla, donde se reembarcaron en otro buque.
Ni Ramón Lista ni los soldados a su cargo fueron sancionados por ninguna de las masacres. Fue la primera de una serie de matanzas que, en un lapso de 20 años, entre fines del siglo XIX y principios del siglo XX, aniquiló casi totalmente a la población indígena de la isla (genocidio ona).
A principios de 1887, Ramón Lista le contó su «expedición» al presidente Miguel Juárez Celman, y confesó su disgusto porque los indios selknam no dejaban que él les tomara «medidas antropométricas».
En 1992, por la Ley n.º 29, el gobierno de Tierra del Fuego declaró al 25 de noviembre ―aniversario de la masacre de San Sebastián― como Día del Indígena Fueguino.

## Gobernación de Santa Cruz
En 1887, Ramón Lista fue nombrado gobernador del Territorio Nacional de Santa Cruz. En su viaje inicial, al ingresar en la ría de Puerto Deseado, su buque naufragó. Partió inmediatamente a caballo cruzando un desierto inhóspito hacia la capital del territorio, Puerto Santa Cruz, y logró traer ayuda para los náufragos. A su llegada, ordenó el abandono de la población e instalaciones portuarias de Puerto Deseado.
Al año siguiente (1888) trasladó la capital del territorio (que en aquella época también incluía a Tierra del Fuego) a Río Gallegos, actual capital de la provincia de Santa Cruz.
Entre 1889 y 1892 Ramón Lista exploró el oeste del territorio, y descubrió el lago Viedma. Vivió dos años en la toldería tehuelche Paso del Roble, a 200 km de su casa de Gobierno en Río Gallegos. Se juntó con una indígena tehuelche llamada Clorinda Filomena Koile, con la cual tuvo una hija, a la que le dio nombre cristiano: Ramona Cecilia Lista.
En 1890, Agustina Andrade se enteró de que su marido mantenía una familia paralela en la Patagonia. Entonces se encerró durante meses en su casa en el campo, hasta que dejó a sus dos hijas al cuidado de su madre y se suicidó con un tiro de revólver el 10 de febrero de 1891. Fue enterrada en el Cementerio de la Recoleta.
La noticia de que había dado su apellido a una bastarda india llegó a Buenos Aires. Fue un pequeño escándalo. Ramón Lista, enemigo y competidor del perito Francisco Moreno, pertenecía al círculo del general y expresidente Julio Argentino Roca: lo conocía porque su suegro, el periodista Olegario Víctor Andrade (1839-1882) había sido director del diario roquista La Tribuna Nacional. El presidente era Carlos Pellegrini, quien dispuso que un viejo amigo de Lista ―Juan Víctor París, compañero de sus viajes patagónicos desde 1887― lo fuera a buscar. Todo fue muy discreto: Ramón Lista abandonó a su familia tehuelche y volvió a Buenos Aires en un vapor desde Punta Arenas (Chile). En 1892 renunció oficialmente a su puesto y su sueldo, y fue reemplazado en el cargo por el general Edelmiro Mayer.
Luego intentaría conseguir una embajada en Europa ―para ello le escribió a su amigo, el expresidente Bartolomé Mitre― o una cátedra en la Universidad de Buenos Aires. No consiguió ninguna de los dos.
Escribió tres libros ―Viaje al país de los tehuelches, Mis exploraciones y descubrimientos en la Patagonia, y Viaje al país de los onas (donde no hace mención alguna a las masacres y asesinatos que perpetró)― y unos 40 artículos en revistas de Buenos Aires.

## Últimos años
En 1896 se dedicó a explorar el Chaco salteño. Quería probar la navegabilidad del río Pilcomayo, lo que resultó imposible, aún con canalizaciones. Murió en el norte de Salta, muy cerca de la frontera con Bolivia, el 23 de noviembre de 1897, a los 41 años.
Sus compañeros de expedición difundieron la noticia de su suicidio, pero pronto quedó claro que había sido asesinado por dos baqueanos que lo conducían hacia el río Pilcomayo.
Miembros de la Sociedad Geográfica Argentina fueron a buscar su cadáver a Orán, y lo trasladaron a Buenos Aires. A su entierro ―que se realizó con gran pompa en el cementerio de la Recoleta el 24 de febrero de 1898― asistió gente de la alta sociedad porteña.
Parte de su vida fue ficcionada en la colección de relatos "Latitude Austral" (Latitud Austral, en gallego) del escritor Xavier Alcalá, así como escenas del genocidio selknam.

## Homenajes
En 1914 se inauguró la estación-localidad Ramón Lista del ferrocarril Puerto Deseado a Colonia Las Heras. La misma funcionó hasta 1978 y posteriormente fue vandalizada.